# Blumenpavillon (Schwarzenbruck)

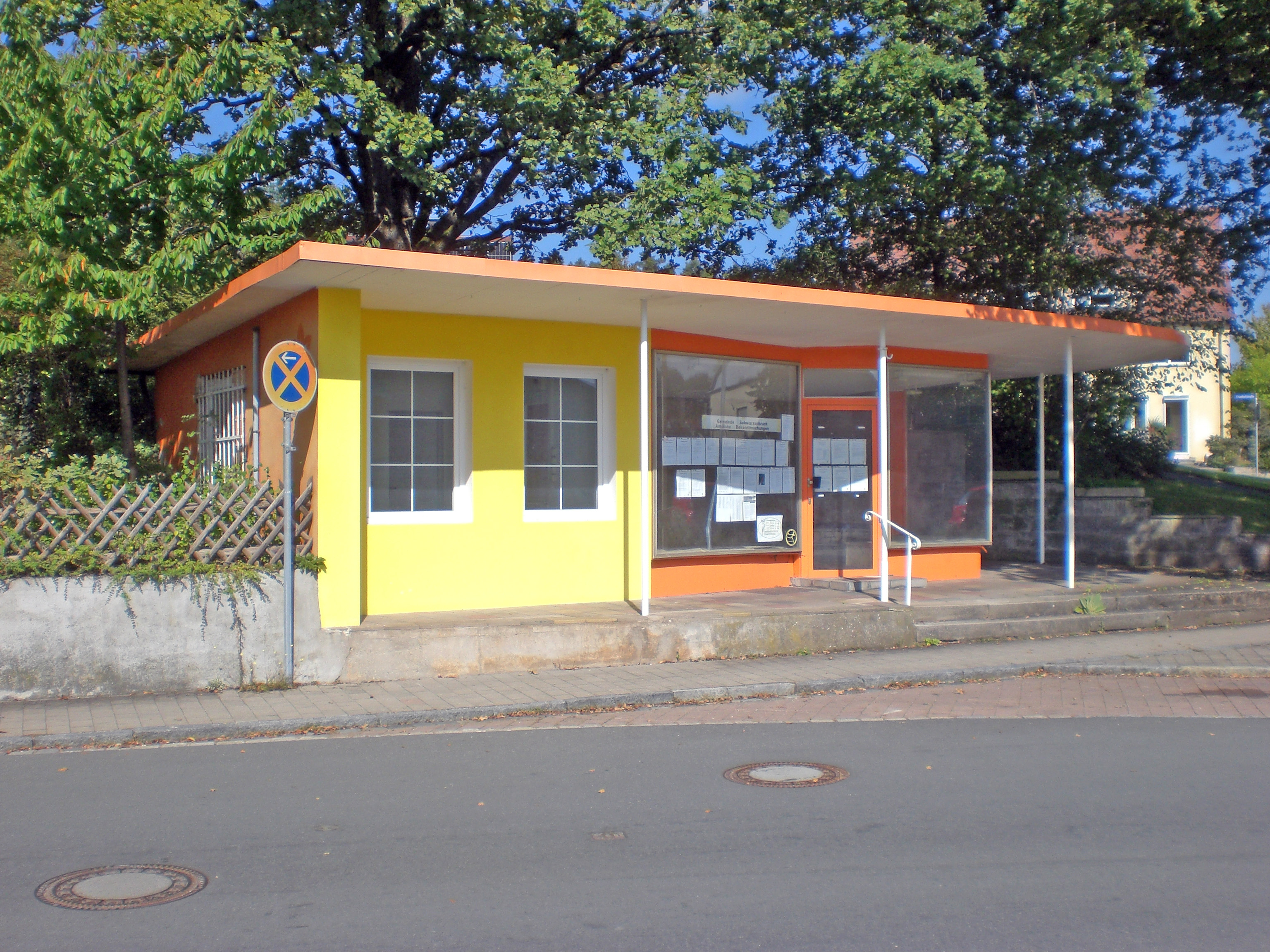
Blumenpavillon (2023)

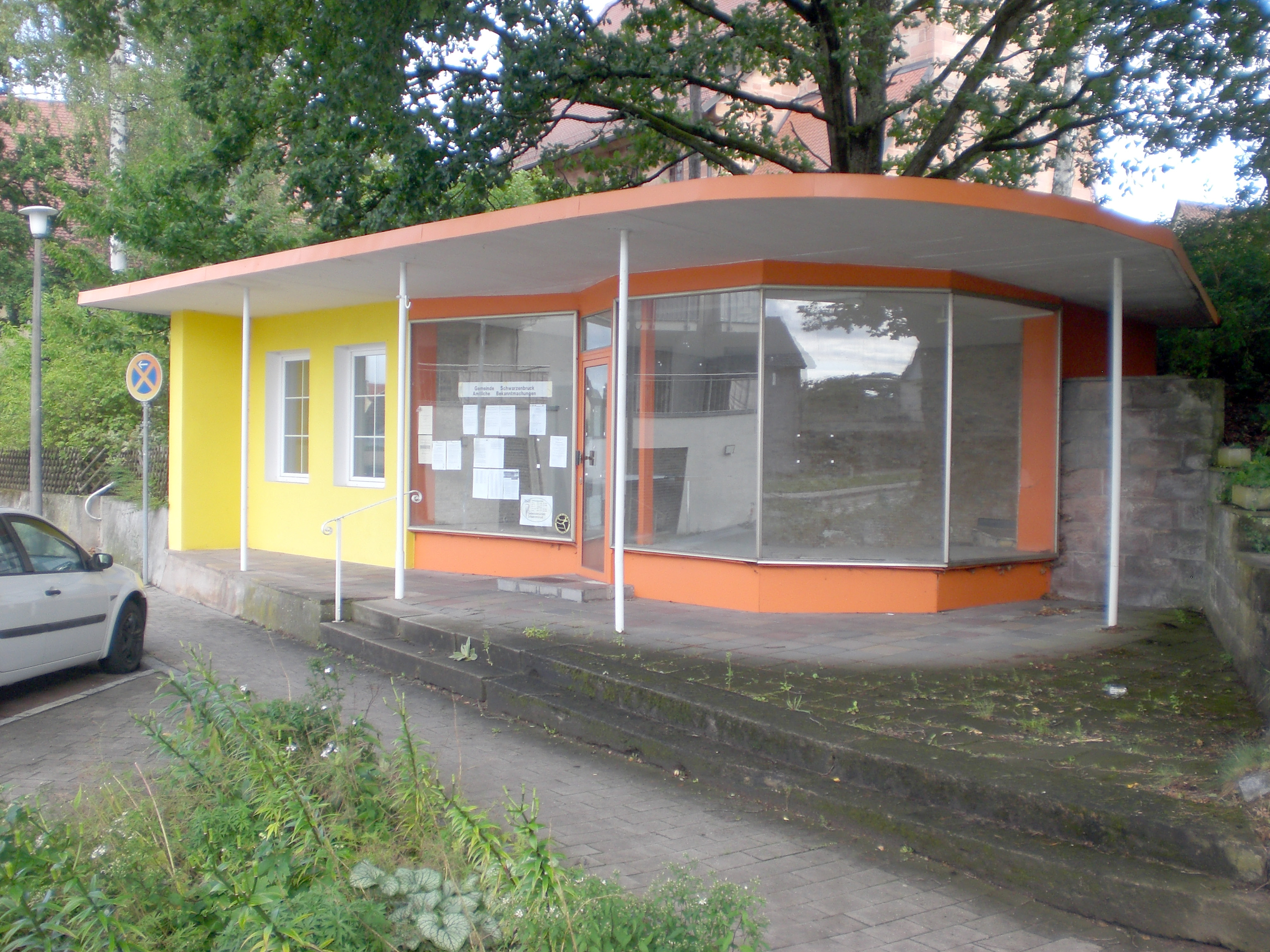
Perspektive (2023)

Der Blumenpavillon ist ein unter Denkmalschutz stehendes Gebäude in der mittelfränkischen Gemeinde Schwarzenbruck.
Das 1961 errichtete Gebäude in der Flurstraße wurde im August 2022 unter Denkmalschutz gestellt. Das architektonisch qualitätsvoll gestaltete Ladengebäude ist in seiner Form nur noch selten anzutreffen.
Es ist ein eingeschossiger Massivbau mit auskragendem, flach geneigtem Flugdach aus Beton und schlanken Stützsäulen aus Metall.
Begünstigt durch die Nähe zum Schwarzenbrucker Friedhof, wurde hier über Jahrzehnte ein kleiner Blumenladen betrieben. Derzeit steht das Gebäude leer. Eine geplante Nutzung als Café oder Bar wurde aufgrund der geringen Größe und wegen fehlender Sanitäranlagen nicht umgesetzt.